# Nati nel 1986/Gennaio
| Questa pagina contiene informazioni ricavate automaticamente dalle voci biografiche con l'ausilio del template Bio e di un bot. L'aggiornamento è periodico e automatico e ricostruisce completamente la pagina. Se manca una persona in questa lista, sei pregato di non aggiungerla, ma accertati piuttosto che la sua voce biografica contenga il template Bio e che i dati anagrafici siano correttamente compilati. Se il template Bio manca, inseriscilo tu stesso o, in alternativa, metti l'avviso {{tmp\|Bio}} che ne segnala la mancanza. Se i dati riportati sono sbagliati, correggi direttamente la voce biografica; le modifiche saranno visibili in questa lista entro pochi giorni. Per chiarimenti vedi il progetto biografie. La lista contiene solo le 545 persone che sono citate nell'enciclopedia e per le quali è stato implementato correttamente il template Bio. Pagina aggiornata al 18 ago 2025. |

- 1º gennaio - Wahid Al Khyat, calciatore yemenita
- 1º gennaio - Viktorija Amelina, scrittrice, attivista e poetessa ucraina († 2023)
- 1º gennaio - Ramses Barden, giocatore di football americano statunitense
- 1º gennaio - Brando Benifei, politico italiano
- 1º gennaio - Marat Bikmayev, ex calciatore uzbeko
- 1º gennaio - Anna Brewster, attrice e modella britannica
- 1º gennaio - Pablo Cuevas, ex tennista uruguaiano
- 1º gennaio - Glen Davis, ex cestista statunitense
- 1º gennaio - Lamine Diarrassouba, ex calciatore ivoriano
- 1º gennaio - Mayra Flores, politica statunitense
- 1º gennaio - Jessica Gunning, attrice britannica
- 1º gennaio - Louis-Pierre Hélie, ex sciatore alpino e ex sciatore freestyle canadese
- 1º gennaio - Dmitrij Japarov, fondista russo
- 1º gennaio - Lee Sung-min, attore, artista marziale e cantante sudcoreano
- 1º gennaio - Lu Yong, sollevatore cinese
- 1º gennaio - Ally Maki, attrice statunitense
- 1º gennaio - Colin Morgan, attore britannico
- 1º gennaio - Saara Niemi, hockeista su ghiaccio finlandese
- 1º gennaio - Davies Nkausu, ex calciatore zambiano
- 1º gennaio - Ahmed Shedid, calciatore egiziano
- 1º gennaio - Jean-Philippe Sol, pallavolista francese
- 1º gennaio - Serges Wawa, calciatore ivoriano
- 1º gennaio - Martin Woods, calciatore scozzese
- 2 gennaio - Mehmet Akyüz, calciatore turco
- 2 gennaio - Ediz Bahtiyaroğlu, calciatore bosniaco († 2012)
- 2 gennaio - Jeff Bauman, scrittore statunitense
- 2 gennaio - Nicolás Bertolo, calciatore argentino
- 2 gennaio - Nathan Cohen, canottiere neozelandese
- 2 gennaio - Libor Hrdlička, ex calciatore slovacco
- 2 gennaio - Michael Jakobsen, calciatore danese
- 2 gennaio - Per Karlsson, ex calciatore svedese
- 2 gennaio - Denniss López, calciatore honduregno
- 2 gennaio - Igor Marenić, velista croato
- 2 gennaio - Randolph Morris, ex cestista statunitense
- 2 gennaio - Volodymyr Pryjomov, calciatore ucraino
- 2 gennaio - Nicole Reinhardt, canoista tedesca
- 2 gennaio - Trombone Shorty, trombonista e trombettista statunitense
- 2 gennaio - Tommaso Vailatti, ex calciatore italiano
- 3 gennaio - Dana Abdulrazak, velocista irachena
- 3 gennaio - Asa Akira, attrice pornografica statunitense
- 3 gennaio - Mattias Bjärsmyr, ex calciatore svedese
- 3 gennaio - Linda De Rocco, hockeista su ghiaccio italiana
- 3 gennaio - Crispin Duenas, arciere canadese
- 3 gennaio - Kenny Gillet, ex calciatore francese
- 3 gennaio - Elia Legati, dirigente sportivo e ex calciatore italiano
- 3 gennaio - Steve McLendon, giocatore di football americano statunitense
- 3 gennaio - Scott Morrison, ex cestista canadese
- 3 gennaio - Greg Nwokolo, calciatore nigeriano
- 3 gennaio - Randy Oveneke, ex cestista e allenatore di pallacanestro belga
- 3 gennaio - Nejc Pečnik, calciatore sloveno
- 3 gennaio - Nikola Peković, ex cestista e dirigente sportivo montenegrino
- 3 gennaio - Lloyd, cantante statunitense
- 3 gennaio - Marc Schulthess, ex hockeista su ghiaccio svizzero
- 3 gennaio - Mustafa Sejmenović, allenatore di calcio e ex calciatore svizzero
- 3 gennaio - Cedric Simmons, cestista statunitense
- 3 gennaio - Sammie Stroughter, giocatore di football americano statunitense
- 3 gennaio - Aleksandr Suchov, ex calciatore russo
- 3 gennaio - Guy Tchingoma, calciatore gabonese († 2008)
- 3 gennaio - Stephan Vujčić, ex calciatore tedesco
- 4 gennaio - Kyrylo Budanov, generale e agente segreto ucraino
- 4 gennaio - Deon Butler, ex giocatore di football americano statunitense
- 4 gennaio - Andro Bušlje, pallanuotista croato
- 4 gennaio - Cimafej Hardzejčyk, tuffatore bielorusso
- 4 gennaio - Hsieh Su-wei, tennista taiwanese
- 4 gennaio - Younes Kaboul, ex calciatore francese
- 4 gennaio - Payal Kapadiya, regista e sceneggiatrice indiana
- 4 gennaio - Andrėj Kraŭčanka, multiplista bielorusso
- 4 gennaio - Oļegs Malašenoks, ex calciatore lettone
- 4 gennaio - Russell Martin, allenatore di calcio e ex calciatore scozzese
- 4 gennaio - James Milner, calciatore inglese
- 4 gennaio - Wellington Pereira Rodrigues, ex calciatore brasiliano
- 4 gennaio - Fulvio Sulmoni, ex calciatore svizzero
- 4 gennaio - Emilia Sykes, politica statunitense
- 4 gennaio - Xavier Tomas, calciatore francese
- 4 gennaio - Mark Tyndale, ex cestista statunitense
- 4 gennaio - Charlyne Yi, attrice, comica e cabarettista statunitense
- 5 gennaio - Ehsan Hatem, modella egiziana
- 5 gennaio - Teppei Koike, cantante e attore giapponese
- 5 gennaio - Danijel Milićević, allenatore di calcio e ex calciatore svizzero
- 5 gennaio - Deepika Padukone, attrice e modella indiana
- 5 gennaio - Katie Parker, attrice statunitense
- 5 gennaio - Milan Perendija, ex calciatore serbo
- 5 gennaio - Veli-Matti Savinainen, hockeista su ghiaccio finlandese
- 5 gennaio - Aljaksandr Sačyŭka, calciatore bielorusso
- 5 gennaio - Jana Šemjakina, schermitrice ucraina
- 5 gennaio - Robertas Vėževičius, ex calciatore lituano
- 5 gennaio - Jeanvion Yulu-Matondo, ex calciatore belga
- 5 gennaio - Cenk İldem, ex lottatore turco
- 6 gennaio - Tyron Akins, ostacolista statunitense
- 6 gennaio - Stefano Borsato, cestista italiano
- 6 gennaio - Álvaro Brachi, ex calciatore spagnolo
- 6 gennaio - Julija Čermošanskaja, velocista russa
- 6 gennaio - Hugo Guimarães Silva Santos Almeida, calciatore brasiliano
- 6 gennaio - Filip Ivanović, filosofo e politico montenegrino
- 6 gennaio - Polat Kaya, allenatore di pallacanestro e ex cestista turco
- 6 gennaio - Katja Luraschi, ex pallavolista italiana
- 6 gennaio - Anneisha McLaughlin-Whilby, velocista giamaicana
- 6 gennaio - Paul McShane, ex calciatore irlandese
- 6 gennaio - Jesús Meza, ex calciatore venezuelano
- 6 gennaio - Muhtar Muhtarov, ex calciatore kazako
- 6 gennaio - Costa Nhamoinesu, ex calciatore zimbabwese
- 6 gennaio - Petter Northug, ex fondista norvegese
- 6 gennaio - Fərid Quliyev, ex calciatore azero
- 6 gennaio - Éverton Santos da Costa, ex calciatore brasiliano
- 6 gennaio - Irina Shayk, supermodella russa
- 6 gennaio - Serhij Stachovs'kyj, ex tennista ucraino
- 6 gennaio - Alex Turner, cantautore e chitarrista britannico
- 6 gennaio - Usha Vance, avvocata statunitense
- 6 gennaio - Michelle Waterson, artista marziale misto e modella statunitense
- 6 gennaio - Rania Zeriri, cantante olandese
- 7 gennaio - Onismor Bhasera, calciatore zimbabwese
- 7 gennaio - Nuno Coelho, ex calciatore portoghese
- 7 gennaio - JamesOn Curry, ex cestista statunitense
- 7 gennaio - Omar Er Rafik, ex calciatore francese
- 7 gennaio - Liam Fontaine, ex calciatore inglese
- 7 gennaio - Keisuke Funatani, ex calciatore giapponese
- 7 gennaio - Marvin Jefferson, cestista statunitense
- 7 gennaio - Tomasz Kęsicki, ex cestista polacco
- 7 gennaio - Kabelo Kgosiemang, altista botswano
- 7 gennaio - Grant Leadbitter, ex calciatore inglese
- 7 gennaio - Wayne Marshall, cestista statunitense
- 7 gennaio - Torsten Oehrl, calciatore tedesco
- 7 gennaio - Paolo Ottavi, ex ginnasta italiano
- 7 gennaio - Andy Vernon, mezzofondista britannico
- 7 gennaio - Megan Washington, cantante australiana
- 7 gennaio - Davor Škerjanc, ex calciatore sloveno
- 8 gennaio - Petter Bruer Hanssen, calciatore norvegese
- 8 gennaio - Jorge Claros, calciatore honduregno
- 8 gennaio - Pierre-Ludovic Duclos, ex tennista canadese
- 8 gennaio - Emika, disc jockey e cantautrice inglese
- 8 gennaio - Clayton Failla, calciatore maltese
- 8 gennaio - Gastón Filgueira, ex calciatore uruguaiano
- 8 gennaio - Jaclyn Linetsky, attrice canadese († 2003)
- 8 gennaio - Stuart Martin, attore britannico
- 8 gennaio - Christer Øverland, giocatore di calcio a 5 e calciatore norvegese
- 8 gennaio - Maria Ozawa, attrice e ex attrice pornografica giapponese
- 8 gennaio - Peng Shuai, tennista cinese
- 8 gennaio - David Silva, ex calciatore spagnolo
- 8 gennaio - Karanjit Singh, calciatore indiano
- 8 gennaio - Michael Tørnes, ex calciatore danese
- 8 gennaio - Jamie T, cantautore inglese
- 8 gennaio - Tat'jana Vidmer, cestista russa
- 9 gennaio - Rasheed Alabi, ex calciatore nigeriano
- 9 gennaio - Klemen Bauer, ex biatleta sloveno
- 9 gennaio - Bazar Bazarguruev, lottatore uzbeko
- 9 gennaio - Jonathan Compas, giocatore di football americano statunitense
- 9 gennaio - Craig Davies, ex calciatore gallese
- 9 gennaio - Raphael Diaz, hockeista su ghiaccio svizzero
- 9 gennaio - Uwe Hünemeier, allenatore di calcio e ex calciatore tedesco
- 9 gennaio - Ivanildo Soares Cassamá, ex calciatore guineense
- 9 gennaio - Kleon Penn, cestista portoricano
- 9 gennaio - Nicolas Teisseire, schermidore canadese
- 9 gennaio - Chris Tierney, ex calciatore statunitense
- 9 gennaio - Pon-Karidjatou Traoré, velocista burkinabé
- 10 gennaio - Des Abbott, hockeista su prato australiano
- 10 gennaio - Abdul Bangura, ex calciatore sierraleonese
- 10 gennaio - Chen Jin, giocatore di badminton cinese
- 10 gennaio - Abbey Clancy, modella e conduttrice televisiva inglese
- 10 gennaio - Nino Paraíba, calciatore brasiliano
- 10 gennaio - Kirsten Flipkens, ex tennista belga
- 10 gennaio - Naomi Halman, ex cestista olandese
- 10 gennaio - Suzanne Harmes, ex ginnasta olandese
- 10 gennaio - He Hanbin, giocatore di badminton cinese
- 10 gennaio - Abdulai Jalloh, ex cestista statunitense
- 10 gennaio - Giacomo Matiz, ex sciatore freestyle italiano
- 10 gennaio - Elisabetta Mijno, arciera italiana
- 10 gennaio - Paulinho, ex calciatore brasiliano
- 10 gennaio - Alberto Saccardo, ex rugbista a 15 italiano
- 10 gennaio - Bernhard Schachner, ex calciatore austriaco
- 10 gennaio - Ivan Starkov, ex calciatore russo
- 10 gennaio - Saleisha Stowers, modella e attrice statunitense
- 10 gennaio - Kenneth Vermeer, calciatore olandese
- 10 gennaio - Björn van den Ende, canottiere olandese
- 11 gennaio - Abdul Aziz, ex calciatore pakistano
- 11 gennaio - Oana Ban, ex ginnasta rumena
- 11 gennaio - Charline Bourgeois-Tacquet, regista, attrice e sceneggiatrice francese
- 11 gennaio - Nancy Carrillo, pallavolista cubana
- 11 gennaio - Stefano Cipani, regista e sceneggiatore italiano
- 11 gennaio - Djô, giocatore di calcio a 5 capoverdiano
- 11 gennaio - Daniela de Jesus, supermodella messicana
- 11 gennaio - Claudio Licciardello, allenatore di atletica leggera e ex velocista italiano
- 11 gennaio - Méddy Lina, calciatore francese
- 11 gennaio - Antonio Petković, pallanuotista croato
- 11 gennaio - Elise Rechichi, velista australiana
- 11 gennaio - Rachel Riley, conduttrice televisiva britannica
- 11 gennaio - Jamal Shuler, ex cestista statunitense
- 11 gennaio - Marianne Skarpnord, golfista norvegese
- 11 gennaio - Jarrin Solomon, velocista trinidadiano
- 11 gennaio - Ichigo Takano, fumettista giapponese
- 11 gennaio - Asen Velikov, cestista bulgaro
- 12 gennaio - Lorenzo Del Prete, ex calciatore italiano
- 12 gennaio - Ed Drake, ex sciatore alpino e sciatore freestyle britannico
- 12 gennaio - Loes Geurts, ex calciatrice olandese
- 12 gennaio - Vicky Holland, triatleta britannica
- 12 gennaio - Zerei Kbrom Mezngi, maratoneta e mezzofondista norvegese
- 12 gennaio - Dominique Moore, attrice inglese
- 12 gennaio - Ryōta Murata, pugile giapponese
- 12 gennaio - Miguel Ángel Nieto, ex calciatore spagnolo
- 12 gennaio - Jakob Oftebro, attore norvegese
- 12 gennaio - Zlata Ohnjevič, cantante e ex politica ucraina
- 12 gennaio - Daniel Osvaldo, ex calciatore argentino
- 12 gennaio - Sena Pavetić, ex cestista croata
- 12 gennaio - Christoph Stephan, ex biatleta tedesco
- 12 gennaio - Liliana Ventricelli, politica italiana
- 12 gennaio - Aleksander Walmann, cantante e compositore norvegese
- 13 gennaio - Wilnes Brutus, ex calciatore seychellese
- 13 gennaio - Dražen Bubnić, cestista croato
- 13 gennaio - Ederson Honorato Campos, ex calciatore brasiliano
- 13 gennaio - Luki Gosche, calciatore samoano
- 13 gennaio - Davide Grassi, ex calciatore italiano
- 13 gennaio - Wolfgang Hesl, calciatore tedesco
- 13 gennaio - Francisco Ibáñez Campos, calciatore cileno
- 13 gennaio - Max Lobe, scrittore camerunese
- 13 gennaio - Laura Ludwig, giocatrice di beach volley tedesca
- 13 gennaio - Hemza Mihoubi, ex calciatore algerino
- 13 gennaio - Jessy Moulin, ex calciatore francese
- 13 gennaio - Serge N'Gal, ex calciatore camerunese
- 13 gennaio - Lukáš Opiela, calciatore slovacco
- 13 gennaio - Josefine Preuß, attrice tedesca
- 13 gennaio - Joannie Rochette, ex pattinatrice artistica su ghiaccio canadese
- 13 gennaio - Wesley de Ruiter, ex calciatore olandese
- 14 gennaio - Romed Baumann, sciatore alpino austriaco
- 14 gennaio - Roberta Brusegan, pallavolista italiana
- 14 gennaio - Yohan Cabaye, dirigente sportivo e ex calciatore francese
- 14 gennaio - Michael Deloach, ex cestista statunitense
- 14 gennaio - Maurine Dorneles Gonçalves, ex calciatrice brasiliana
- 14 gennaio - Simon Fabris, allenatore di hockey su ghiaccio e ex hockeista su ghiaccio italiano
- 14 gennaio - Rafael García García, calciatore spagnolo
- 14 gennaio - Kosta Karamatskos, cestista tedesco
- 14 gennaio - Kravc, cantante e rapper russo
- 14 gennaio - Piotr Kuklis, ex calciatore polacco
- 14 gennaio - Maël Lépicier, ex calciatore francese
- 14 gennaio - Dean Moxey, calciatore inglese
- 14 gennaio - Tyrone Pandy, calciatore beliziano
- 14 gennaio - Ronald Ramón, ex cestista statunitense
- 14 gennaio - Matt Riddle, wrestler e ex artista marziale misto statunitense
- 14 gennaio - Federico Rocchetti, ex ciclista su strada italiano
- 14 gennaio - Richard Ruíz, calciatore messicano
- 14 gennaio - Saad Tedjar, ex calciatore algerino
- 14 gennaio - Nikola Vukanac, ex calciatore serbo
- 14 gennaio - Lisa Wallbutton, ex cestista neozelandese
- 15 gennaio - Marija Abakumova, giavellottista russa
- 15 gennaio - Salvatore Aurelio, ex calciatore italiano
- 15 gennaio - Ibraima Baldé, ex calciatore guineense
- 15 gennaio - Valer Barna-Sabadus, controtenore rumeno
- 15 gennaio - Edy Brambila, ex calciatore messicano
- 15 gennaio - Frederico Burgel Xavier, calciatore brasiliano
- 15 gennaio - Fred Davis, ex giocatore di football americano statunitense
- 15 gennaio - Haile Goitom, ex calciatore eritreo
- 15 gennaio - Han Hye-lyoung, hockeista su prato sudcoreana
- 15 gennaio - Aljaksej Januškevič, ex calciatore bielorusso
- 15 gennaio - Arnold Jeannesson, ex ciclista su strada e ciclocrossista francese
- 15 gennaio - Willard Katsande, ex calciatore zimbabwese
- 15 gennaio - Kaan Kigen Özbilen, mezzofondista e maratoneta keniota
- 15 gennaio - Eva Lorenzoni, politica italiana
- 15 gennaio - Hugo Marques, calciatore angolano
- 15 gennaio - María Eugenia Nieto, giocatrice di beach volley uruguaiana
- 15 gennaio - Patrick Nyarko, ex calciatore ghanese
- 15 gennaio - Stephen O'Donnell, allenatore di calcio e ex calciatore irlandese
- 15 gennaio - Glover Quin, ex giocatore di football americano statunitense
- 15 gennaio - Gabriel Sava, calciatore italiano
- 15 gennaio - Jessy Schram, attrice, modella e cantante statunitense
- 15 gennaio - Isaia Toeava, rugbista a 15 neozelandese
- 15 gennaio - Osea Vakatalesau, calciatore e giocatore di calcio a 5 figiano
- 15 gennaio - Juan David Valencia, ex calciatore colombiano
- 15 gennaio - Kleio Valentien, attrice pornografica statunitense
- 16 gennaio - Aisha, cantante lettone
- 16 gennaio - Andrius Arlauskas, ex calciatore lituano
- 16 gennaio - Alex Asamoah, calciatore ghanese
- 16 gennaio - Dmytro Bojko, schermidore ucraino
- 16 gennaio - Souarata Cissé, cestista francese
- 16 gennaio - Marta Domachowska, ex tennista polacca
- 16 gennaio - Marlon Antonio Fernández, calciatore venezuelano
- 16 gennaio - Ana Gallay, giocatrice di beach volley argentina
- 16 gennaio - Mason Gamble, attore statunitense
- 16 gennaio - Davide Giazzon, ex rugbista a 15 e allenatore di rugby a 15 italiano
- 16 gennaio - Jernej Godec, nuotatore sloveno
- 16 gennaio - Marcel Hug, atleta paralimpico svizzero
- 16 gennaio - Albert Brynjar Ingason, calciatore islandese
- 16 gennaio - Dejan Krsmanović, biatleta e fondista serbo
- 16 gennaio - Ryutaro Matsumoto, lottatore giapponese
- 16 gennaio - Brandon McDonald, ex calciatore statunitense
- 16 gennaio - Daiki Niwa, calciatore giapponese
- 16 gennaio - Petteri Nokelainen, hockeista su ghiaccio finlandese
- 16 gennaio - Lalaïna Nomenjanahary, ex calciatore malgascio
- 16 gennaio - Paula Pareto, ex judoka argentina
- 16 gennaio - Pasqualino Penza, politico italiano
- 16 gennaio - Rou Reynolds, cantautore, polistrumentista e disc jockey britannico
- 16 gennaio - Ariel Rojas, ex calciatore argentino
- 16 gennaio - António Luís dos Santos Serrado, calciatore angolano
- 16 gennaio - Nadine Shah, cantautrice britannica
- 16 gennaio - Milan Škoda, calciatore ceco
- 16 gennaio - Geoffrey Tréand, allenatore di calcio e ex calciatore francese
- 16 gennaio - Mark Trumbo, giocatore di baseball statunitense
- 16 gennaio - Ihor Tymčenko, ex calciatore ucraino
- 16 gennaio - Simeon Williamson, velocista britannico
- 16 gennaio - Reto Ziegler, calciatore svizzero
- 17 gennaio - Max Adler, attore statunitense
- 17 gennaio - Emily Brown, pallavolista statunitense
- 17 gennaio - Lucy Evangelista, modella britannica
- 17 gennaio - Laura Gibilisco, martellista italiana
- 17 gennaio - Mindaugas Griškonis, canottiere lituano
- 17 gennaio - Armando Gun, calciatore panamense
- 17 gennaio - Evgenij Ketov, hockeista su ghiaccio russo
- 17 gennaio - Antoaneta Kostadinova, tiratrice a volo bulgara
- 17 gennaio - Chloe Lattanzi, attrice e cantante statunitense
- 18 gennaio - Ahmed Abid Ali, calciatore iracheno
- 18 gennaio - Emiliano Armenteros, ex calciatore argentino
- 18 gennaio - Quentin Boesso, calciatore francese
- 18 gennaio - Mirko Bruccini, calciatore italiano
- 18 gennaio - Vinko Buden, calciatore croato
- 18 gennaio - Enrico Ceccato, ex rugbista a 15 italiano
- 18 gennaio - Huang Shanshan, ex ginnasta cinese
- 18 gennaio - Devin Kelley, attrice statunitense
- 18 gennaio - Maarja Kivi, cantautrice e bassista estone
- 18 gennaio - Li Wenquan, arciere cinese
- 18 gennaio - Senad Lulić, ex calciatore bosniaco
- 18 gennaio - Daniel Márquez, ex calciatore messicano
- 18 gennaio - Andreas Schauer, sciatore freestyle tedesco
- 18 gennaio - Vita Semerenko, biatleta ucraina
- 18 gennaio - Valentyna Semerenko, biatleta e ex fondista ucraina
- 18 gennaio - László Simon, ex cestista ungherese
- 18 gennaio - Kristin Skaslien, giocatrice di curling norvegese
- 18 gennaio - Gaëlle Thalmann, allenatrice di calcio e ex calciatrice svizzera
- 18 gennaio - Becca Tobin, attrice, cantante e ballerina statunitense
- 18 gennaio - Shiran Zairy, ex cestista israeliana
- 19 gennaio - Maximilian Benassi, canoista italiano
- 19 gennaio - Carlão, calciatore brasiliano
- 19 gennaio - José Manuel Contreras, calciatore guatemalteco
- 19 gennaio - Šime Fantela, velista croato
- 19 gennaio - Blažo Igumanović, ex calciatore montenegrino
- 19 gennaio - Anastasija Koženkova, canottiera ucraina
- 19 gennaio - Yui Makino, cantante, doppiatrice e pianista giapponese
- 19 gennaio - Claudio Marchisio, ex calciatore italiano
- 19 gennaio - Alexandru Maxim, calciatore moldavo
- 19 gennaio - Shavkat Mullajonov, ex calciatore uzbeko
- 19 gennaio - Baćo Nikolić, calciatore montenegrino
- 19 gennaio - Uroš Sinđić, ex calciatore serbo
- 19 gennaio - Moussa Sow, dirigente sportivo e ex calciatore francese
- 19 gennaio - Teemu Turunen, ex calciatore finlandese
- 19 gennaio - Nick Tuzzolino, hockeista su ghiaccio statunitense
- 19 gennaio - Benjamin Ungar, schermidore statunitense
- 19 gennaio - Yoo Ha-na, attrice sudcoreana
- 20 gennaio - Vicky-T, cantante e tastierista statunitense
- 20 gennaio - Istvan Bakx, ex calciatore olandese
- 20 gennaio - Ol'ga Buzova, cantante, attrice e personaggio televisivo russa
- 20 gennaio - Jean-Yann Dounezek, calciatore francese
- 20 gennaio - Audrey Giacomini, attrice e modella francese
- 20 gennaio - Thomas Kessler, ex calciatore tedesco
- 20 gennaio - Samuel Kosgei, maratoneta keniota († 2023)
- 20 gennaio - Bryan Lerg, ex hockeista su ghiaccio statunitense
- 20 gennaio - Anthony Moura-Komenan, ex calciatore ivoriano
- 20 gennaio - Andrej Pazin, calciatore russo
- 20 gennaio - Sergio Plumari, ex cestista italiano
- 20 gennaio - Dusty Thornhill, ex giocatore di football americano statunitense
- 20 gennaio - DJ Wolfe, ex giocatore di football americano statunitense
- 20 gennaio - Genie Zhuo, attrice e cantante taiwanese
- 21 gennaio - Chuckie Akenz, rapper canadese
- 21 gennaio - César Arzo, ex calciatore spagnolo
- 21 gennaio - Edson Barboza, artista marziale misto brasiliano
- 21 gennaio - Patrick Cregg, calciatore irlandese
- 21 gennaio - Luigi Di Capua, attore, sceneggiatore e comico italiano
- 21 gennaio - Alexandre Luiz Fernandes, calciatore brasiliano
- 21 gennaio - João Gomes Júnior, nuotatore brasiliano
- 21 gennaio - Uasila'a Heleta, calciatore samoano americano
- 21 gennaio - Peyton Hillis, giocatore di football americano statunitense
- 21 gennaio - Shōta Horie, rugbista a 15 giapponese
- 21 gennaio - Roger Joe, calciatore vanuatuano
- 21 gennaio - Phil Loadholt, ex giocatore di football americano statunitense
- 21 gennaio - Javi López, calciatore spagnolo
- 21 gennaio - Gina Mambrú, pallavolista dominicana
- 21 gennaio - Mariusz Prudel, giocatore di beach volley polacco
- 21 gennaio - Jonathan Quick, hockeista su ghiaccio statunitense
- 21 gennaio - Gabriel Rivas, ex sciatore alpino francese
- 21 gennaio - Sushant Singh Rajput, attore e ballerino indiano († 2020)
- 21 gennaio - Mike Taylor, ex cestista statunitense
- 21 gennaio - Charles Thomas, cestista statunitense
- 21 gennaio - Luka Tiodorović, ex calciatore montenegrino
- 21 gennaio - Anthony Vereen, ex cestista e allenatore di pallacanestro statunitense
- 21 gennaio - Óscar Vílchez, calciatore peruviano
- 22 gennaio - Azmeraw Bekele, ex maratoneta e mezzofondista etiope
- 22 gennaio - Fabricio Calderolli, giocatore di calcio a 5 brasiliano
- 22 gennaio - James Clear, scrittore statunitense
- 22 gennaio - Larry English, ex giocatore di football americano statunitense
- 22 gennaio - Fonsi, calciatore spagnolo
- 22 gennaio - Björn Hübner-Fehrer, schermidore tedesco
- 22 gennaio - Daniel Lee, stilista britannico
- 22 gennaio - Yohance Marshall, ex calciatore trinidadiano
- 22 gennaio - David Edward Martin, ex calciatore inglese
- 22 gennaio - Elena Pautova, atleta paralimpica russa
- 22 gennaio - Adrián Ramos, calciatore colombiano
- 22 gennaio - Christoph Saurer, ex calciatore austriaco
- 22 gennaio - Matt Simon, ex calciatore australiano
- 23 gennaio - Jean Sony Alcénat, ex calciatore haitiano
- 23 gennaio - Pablo Andújar, ex tennista spagnolo
- 23 gennaio - Miroslav Budinov, ex calciatore bulgaro
- 23 gennaio - Gelete Burka, mezzofondista e maratoneta etiope
- 23 gennaio - Kenia Carcaces, pallavolista cubana
- 23 gennaio - Anna Goodman, ex sciatrice alpina canadese
- 23 gennaio - Aljaksandr Haŭruška, ex calciatore bielorusso
- 23 gennaio - Jocelyn Alice, cantante canadese
- 23 gennaio - José Enrique, ex calciatore spagnolo
- 23 gennaio - Luca Lechthaler, dirigente sportivo e ex cestista italiano
- 23 gennaio - Brady Morningstar, ex cestista statunitense
- 23 gennaio - Philipp Oswald, ex tennista austriaco
- 23 gennaio - Federico Pérez, ex calciatore uruguaiano
- 23 gennaio - Danielle Poleschuk, ex sciatrice alpina e sciatrice freestyle canadese
- 23 gennaio - Gastón Puerari, ex calciatore uruguaiano
- 23 gennaio - Manuel Salazar, ex calciatore salvadoregno
- 23 gennaio - Gianluca Sattolo, pallanuotista italiano
- 23 gennaio - Matthias Schoch, attore svizzero
- 23 gennaio - Steven Taylor, allenatore di calcio e ex calciatore inglese
- 23 gennaio - Danny Ventre, ex calciatore inglese
- 23 gennaio - Sandro Viletta, allenatore di sci alpino e ex sciatore alpino svizzero
- 23 gennaio - Slobodan Vuković, calciatore serbo
- 24 gennaio - Džabar Askerov, kickboxer e thaiboxer russo
- 24 gennaio - Ibraime Cassamá, ex calciatore guineense
- 24 gennaio - Che Dorasamy, calciatore seychellese
- 24 gennaio - Hélder Castro, ex calciatore portoghese
- 24 gennaio - Tyler Flowers, ex giocatore di baseball statunitense
- 24 gennaio - Michael Harrington, ex calciatore statunitense
- 24 gennaio - Michael Kightly, ex calciatore inglese
- 24 gennaio - Fikru Tefera, allenatore di calcio e ex calciatore etiope
- 24 gennaio - Vitalij Mandzjuk, ex calciatore ucraino
- 24 gennaio - Mischa Barton, attrice e modella britannica
- 24 gennaio - Sean McVay, allenatore di football americano statunitense
- 24 gennaio - Mohammad Bagheri Motamed, taekwondoka iraniano
- 24 gennaio - Erika J. Othen, cantante, modella e attrice statunitense
- 24 gennaio - Marcin Pietroń, calciatore polacco
- 24 gennaio - Emídio Rafael Augusto Silva, ex calciatore portoghese
- 24 gennaio - Rasim Ramaldanov, ex calciatore azero
- 24 gennaio - Russell Robinson, ex cestista statunitense
- 24 gennaio - Kiatprawut Saiwaeo, ex calciatore thailandese
- 24 gennaio - Jakub Šindel, ex hockeista su ghiaccio ceco
- 24 gennaio - Rondel Sorrillo, velocista trinidadiano
- 24 gennaio - Raviv Ullman, attore israeliano
- 24 gennaio - Vieirinha, ex calciatore portoghese
- 25 gennaio - Mohamed Ali Nafkha, calciatore tunisino
- 25 gennaio - Rodrigo Brasesco, ex calciatore uruguaiano
- 25 gennaio - Anna Cavallaro, cavallerizza italiana
- 25 gennaio - Sergej Čerepanov, fondista kazako
- 25 gennaio - Rok Elsner, calciatore sloveno
- 25 gennaio - Alejandro Gaete, calciatore cileno
- 25 gennaio - Guntis Galviņš, hockeista su ghiaccio lettone
- 25 gennaio - Sophie Hosking, ex canottiera britannica
- 25 gennaio - Vladislav Južakov, slittinista russo
- 25 gennaio - Bojan Kaljević, ex calciatore montenegrino
- 25 gennaio - Hrvoje Kovačević, ex cestista croato
- 25 gennaio - Assani Lukimya-Mulongoti, calciatore congolese (Repubblica Democratica del Congo)
- 25 gennaio - Chris O'Grady, ex calciatore inglese
- 25 gennaio - Lorenzo Pedrotti, attore italiano
- 25 gennaio - Marcos Pirchio, ex calciatore argentino
- 25 gennaio - Gouramangi Singh, allenatore di calcio e ex calciatore indiano
- 25 gennaio - Takuya Takei, ex calciatore giapponese
- 25 gennaio - Ilaria Zanoni, ex cestista italiana
- 26 gennaio - Arnór Sveinn Aðalsteinsson, ex calciatore islandese
- 26 gennaio - Ljudmyla Bikmullina, modella ucraina
- 26 gennaio - Chris Davis, ex cestista statunitense
- 26 gennaio - Gerald Green, ex cestista e allenatore di pallacanestro statunitense
- 26 gennaio - Matt Heafy, cantautore, chitarrista e produttore discografico statunitense
- 26 gennaio - David Holston, cestista statunitense
- 26 gennaio - DJ Arafat, disc jockey ivoriano († 2019)
- 26 gennaio - Kim Jae-joong, cantante e attore sudcoreano
- 26 gennaio - Eva Maydell, politica bulgara
- 26 gennaio - Filomena Micato, ex cestista mozambicana
- 26 gennaio - Thiago Pereira, ex nuotatore brasiliano
- 26 gennaio - Trésor Salakiaku, ex calciatore congolese (Repubblica Democratica del Congo)
- 26 gennaio - Heather Stanning, canottiera britannica
- 26 gennaio - Shun Sugawara, ex giocatore di football americano e allenatore di football americano giapponese
- 26 gennaio - Anthony Wallace, ex calciatore statunitense
- 26 gennaio - Taylor Wilde, wrestler canadese
- 26 gennaio - Mustapha Yatabaré, ex calciatore francese
- 27 gennaio - Achra Avidzba, attivista e militare abcaso
- 27 gennaio - Elena Daniločkina, cestista russa
- 27 gennaio - Angela Eiter, arrampicatrice austriaca
- 27 gennaio - Hassan Muath Fallatah, ex calciatore saudita
- 27 gennaio - Melanie Fischer, calciatrice austriaca
- 27 gennaio - Lautaro Formica, ex calciatore argentino
- 27 gennaio - Joacim Heier, dirigente sportivo e ex calciatore norvegese
- 27 gennaio - Sergej Litvinov, martellista bielorusso
- 27 gennaio - Giorgi Loria, calciatore georgiano
- 27 gennaio - Danilo Neco, ex calciatore brasiliano
- 27 gennaio - Fabián Orellana, ex calciatore cileno
- 27 gennaio - Jacob Peterson, ex calciatore statunitense
- 27 gennaio - Johan Petro, ex cestista francese
- 27 gennaio - Mohamed Rebahi, judoka algerino
- 27 gennaio - Gavin Schmitt, pallavolista canadese
- 28 gennaio - Tadija Dragićević, ex cestista serbo
- 28 gennaio - Jessica Ennis-Hill, ex multiplista britannica
- 28 gennaio - Nate Jones, ex giocatore di baseball statunitense
- 28 gennaio - Uladzimir Levaneŭski, attivista bielorusso
- 28 gennaio - Tommy Milner, pilota automobilistico statunitense
- 28 gennaio - Nathan Outteridge, velista australiano
- 28 gennaio - Antōnīs Petropoulos, ex calciatore greco
- 28 gennaio - Fabio Pisacane, allenatore di calcio e ex calciatore italiano
- 28 gennaio - André Senghor, ex calciatore senegalese
- 28 gennaio - Miguel Torres Gómez, ex calciatore spagnolo
- 28 gennaio - Miguel Uribe Turbay, politico colombiano († 2025)
- 29 gennaio - Drew Tyler Bell, attore statunitense
- 29 gennaio - Chris Bourque, hockeista su ghiaccio statunitense
- 29 gennaio - Daniel Brinkmann, allenatore di calcio e ex calciatore tedesco
- 29 gennaio - Mounir Chaftar, ex calciatore tedesco
- 29 gennaio - Ilaria Colombo, ex ginnasta italiana
- 29 gennaio - Bryce Davison, ex pattinatore artistico su ghiaccio statunitense
- 29 gennaio - Alex Fiva, sciatore freestyle, ex sciatore alpino e ex giocatore di football americano svizzero
- 29 gennaio - Thomas Greiss, hockeista su ghiaccio tedesco
- 29 gennaio - Mark Howard, allenatore di calcio e ex calciatore inglese
- 29 gennaio - Sarah Jaffe, cantautrice statunitense
- 29 gennaio - Jair Jurrjens, giocatore di baseball olandese
- 29 gennaio - Ashley Lilley, attrice e cantante britannica
- 29 gennaio - Jon Masalin, ex calciatore finlandese
- 29 gennaio - Nevaeh, wrestler statunitense
- 29 gennaio - Richardt Strauss, ex rugbista a 15 sudafricano
- 29 gennaio - Alexander Tengryd, allenatore di calcio svedese
- 29 gennaio - Simon Vukčević, ex calciatore montenegrino
- 29 gennaio - Willians Domingos Fernandes, ex calciatore brasiliano
- 29 gennaio - Arman Yeremyan, taekwondoka armeno
- 30 gennaio - Veronica Akselsen, cantante norvegese
- 30 gennaio - Brody Angley, ex cestista statunitense
- 30 gennaio - Lucas Biglia, ex calciatore argentino
- 30 gennaio - Douglas de Oliveira, ex calciatore brasiliano
- 30 gennaio - Léo Gamalho, calciatore brasiliano
- 30 gennaio - Alex Harris, ex cestista statunitense
- 30 gennaio - Jonathan Martins Pereira, ex calciatore francese
- 30 gennaio - Vincent Millot, tennista francese
- 30 gennaio - Jennifer Mischiati, attrice e modella italiana
- 30 gennaio - Darryl Monroe, cestista statunitense
- 30 gennaio - Asami Shimoda, doppiatrice giapponese
- 30 gennaio - Szabina Tápai, pallamanista ungherese
- 31 gennaio - Alex Baptiste, ex calciatore inglese
- 31 gennaio - Walter Dix, ex velocista statunitense
- 31 gennaio - Megan Ellison, produttrice cinematografica statunitense
- 31 gennaio - George Elokobi, allenatore di calcio e ex calciatore camerunese
- 31 gennaio - Hélio José de Souza Gonçalves, calciatore brasiliano
- 31 gennaio - Adolfo Hirsch, calciatore argentino
- 31 gennaio - Alenka Kuerner, ex sciatrice alpina slovena
- 31 gennaio - Dīmītrīs Lolas, cestista greco
- 31 gennaio - Yves Makabu-Makalambay, ex calciatore belga
- 31 gennaio - Ángel Martínez Cervera, ex calciatore spagnolo
- 31 gennaio - Pauline Parmentier, ex tennista francese
- 31 gennaio - Sascha Pichler, ex calciatore austriaco
- 31 gennaio - Qin Kai, tuffatore cinese
- 31 gennaio - Damián Stazzone, ex giocatore di calcio a 5 argentino
- 31 gennaio - Florian Taulemesse, calciatore francese
- 31 gennaio - Dirk Westphal, pallavolista tedesco